# Tipula vittata
Tipula vittata är en tvåvingeart som beskrevs av Johann Wilhelm Meigen 1804. Tipula vittata ingår i släktet Tipula och familjen storharkrankar. Arten är reproducerande i Sverige. Inga underarter finns listade i Catalogue of Life.

## Bildgalleri

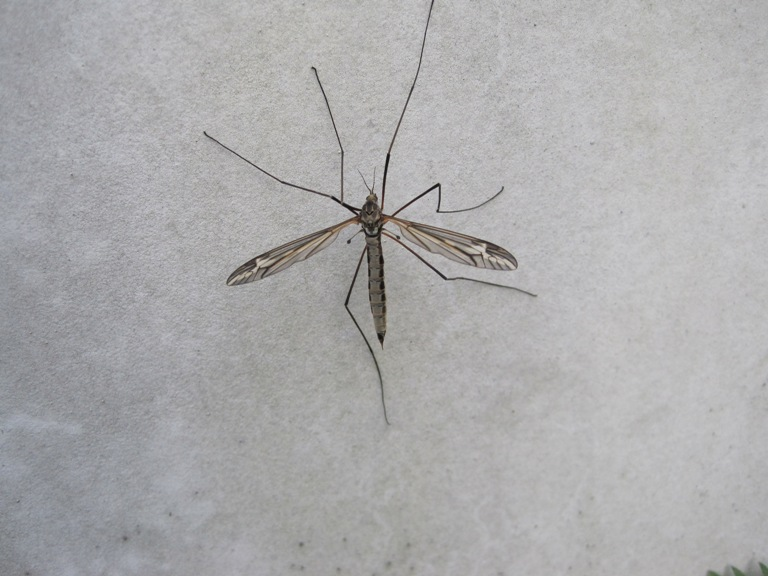